# Ambivere

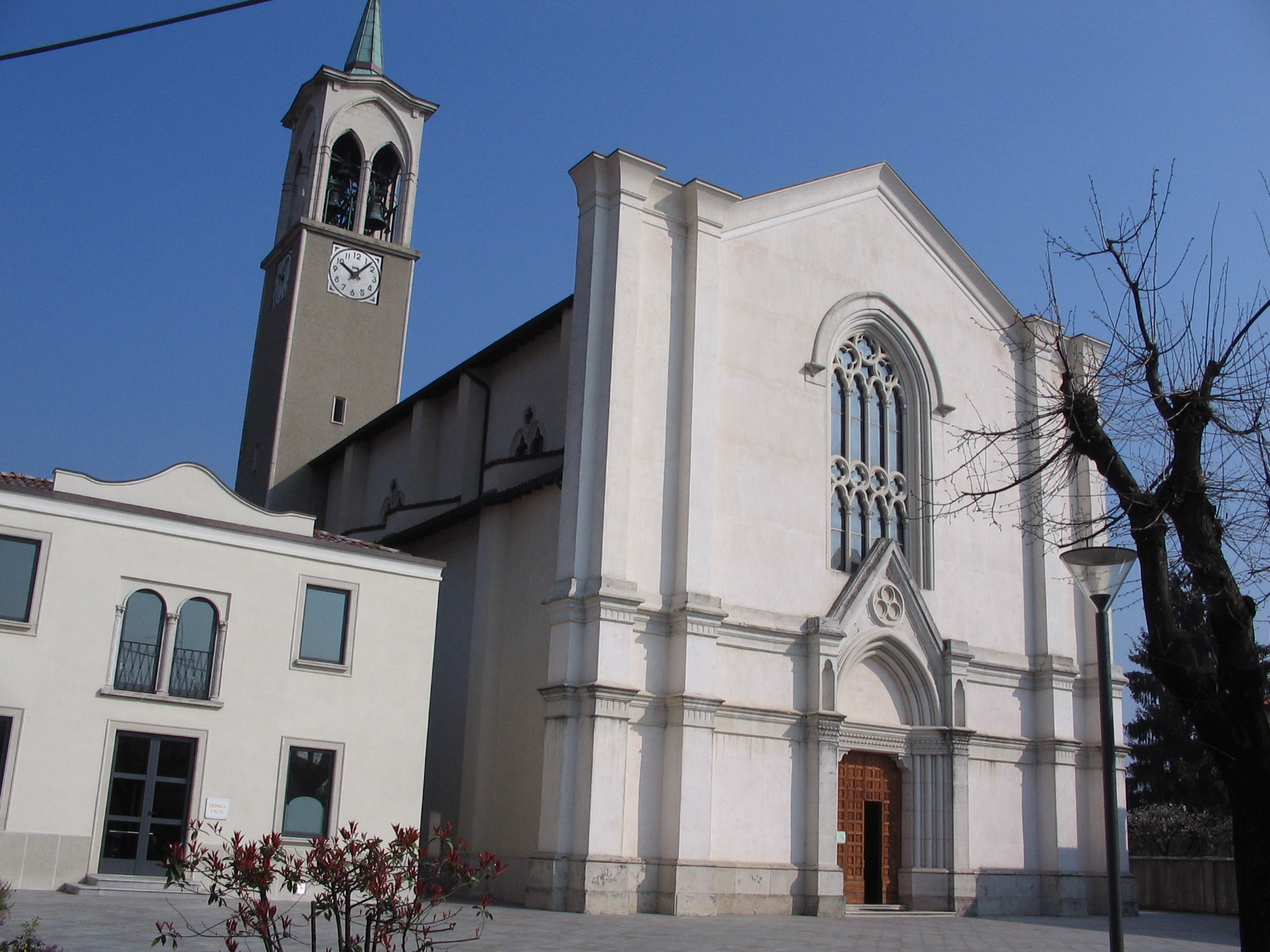
Nhà thờ Thánh Zeno ở Ambivere.

Ambivere là một đô thị ở tỉnh Bergamo trong vùng Lombardia của nước Ý, có vị trí cách khoảng 40 km về phía đông bắc của Milano và khoảng 9 km về phía tây của Bergamo. Tại thời điểm ngày 31 tháng 12 năm 2004, đô thị này có dân số 2.265 người và diện tích là 3,2 km².
Ambivere giáp các đô thị: Mapello, Palazzago, Pontida, Sotto il Monte Giovanni XXIII.